# Esercizio ferroviario a spola
L'esercizio ferroviario a spola è un metodo per svolgere l'esercizio ferroviario su linee con particolari caratteristiche evitando l'uso di qualsiasi tipo di sistema di blocco.
Tale metodo si applica fondamentalmente a linee a binario singolo e di lunghezza relativamente breve, dove è possibile far circolare sempre e solo lo stesso materiale rotabile, prima in un senso e poi nel senso opposto.
Il Dirigente Movimento che immette il materiale verso la destinazione opposta non deve quindi preoccuparsi di avere la certezza di "via libera" in quanto nel tratto di linea può circolare solo un treno alla volta; l'immissione di un treno nella linea impedisce l'immissione di un altro treno fino a quando il primo treno non compie tutto il percorso, effettua il regresso e compie di nuovo il percorso in senso inverso tornando alla stazione di immissione.
Eventuali fermate intermedie non hanno la valenza di stazioni, in quanto devono essere prive di segnali di blocco e di deviatoi e binari supplementari che permettano incroci e/o precedenze. Per poter spostare un treno dal binario di corretto tracciato, infatti, la circolazione deve essere regolata da un capostazione, Dirigente Unico o Dirigente Centrale Operativo ed occorre un sistema tecnologico regolamentato e complesso, elementi non presenti in questo tipo di esercizio.
L'esercizio a spola di fatto preclude la possibilità di far coesistere traffico merci e passeggeri, in quanto la presenza di un treno impedisce a qualsiasi altro convoglio di impegnare la linea, di conseguenza un ipotetico treno merci dovrebbe riuscire ad arrivare a destinazione, scaricare e/o caricare e ritornare al punto di partenza compatibilmente con gli orari del servizio passeggeri. In realtà la possibilità di un utilizzo promiscuo della linea è comunque prevedibile, per esempio di notte, quando, in genere, il trasporto passeggeri non è effettuato, ma, comunemente, in linee di questo tipo è la stessa richiesta commerciale di trasporto promiscuo a mancare. Ovviamente la possibilità di trasporto promiscuo rimane inserendo nei treni per viaggiatori un bagagliaio in cui caricare colli di dimensioni più o meno contenute.
La quantità di traffico presente su una linea da gestire in questo modo non è determinante, in quanto vi sono linee con gestione tradizionale in cui il traffico è estremamente contenuto (una decina o meno di treni al giorno) e linee con esercizio a spola con una frequenza di treni molto maggiore (fino a un treno ogni pochi minuti).
Un esempio tipico di esercizio a spola è quello della ferrovia Fidenza-Salsomaggiore Terme, interamente a binario singolo e lunga circa 9 km, nella quale, durante tutto il corso della giornata, viene impiegato un unico convoglio (attualmente vengono utilizzati gli elettrotreni di tipo ETR.103 "Pop") che percorre la tratta alternativamente nei due sensi, con una frequenza in entrambe le direzioni di due treni all'ora nei giorni feriali ed un treno all'ora in quelli festivi, ed in cui è presente una sola fermata, quella di Vaio-Ospedale, non presenziata e senza segnalamento, che viene effettuata dai treni a corse alterne; il tempo di percorrenza totale è di 7 minuti per i servizi senza la fermata intermedia di 9 minuti per quelli con la fermata intermedia.